# Rob Pilatus
Robert «Rob» Pilatus (Múnich, 8 de junio de 1965-Friedrichsdorf, 3 de abril de 1998) fue un bailarín y cantante alemán, más conocido por ser integrante del dúo pop Milli Vanilli.

## Biografía
Era hijo de un militar afroestadounidense y madre alemana. Vivió en un orfanato bávaro hasta que con tres años fue adoptado por un matrimonio de Múnich.
Trabajó desde adolescente como modelo y bailarín de breakdance y en 1987 comenzó como corista, participando en la banda Wind con la canción «Lass die Sonne in dein Herz» (Deja entrar el sol en tu corazón), con la cual terminaron en segundo lugar en el 32° Festival de Eurovisión, celebrado en Bruselas. En 1988, cuando trabajaba como bailarín acompañante de la cantante Sabrina Salerno junto con Fabrice Morvan, conoció al productor alemán Frank Farian, quien los patrocinó para formar el grupo pop Milli Vanilli.
A principios de 1995, años después del gran engaño que supuso Milli Vanilli y el descubrimiento de que no eran ellos quienes cantaban; comenzó su decadencia personal, involucrándose en varios actos de agresión, vandalismo callejero, diversos asaltos e intentos de robo. Estuvo condenado a pasar algunos meses en prisión por varios de estos delitos. Al querer robar un vehículo en Hollywood, California, Estados Unidos; fue herido en la cabeza con un bate de béisbol, por lo cual tuvo que ser hospitalizado de urgencia. Poco después, intentó, aunque sin éxito, rehabilitarse de su adicción a las drogas.

## Muerte
El 3 de abril de 1998, en los días previos de la gira para promocionar la vuelta de Mili Vanilli, fue encontrado muerto por una sobredosis de pastillas y alcohol en un hotel cerca de Fráncfort, Alemania. Su compañero Fab Morvan volvió al mundo del modelaje y en los 2000 volvió a la música interpretando varios éxitos de la extinta agrupación, rindiendo tributo a su compañero fallecido.

## Discografía

### Milli Vanilli
- All or Nothing (1988)
- All or Nothing (remix album) (1989)
- Girl You Know It's True (1989)
- The Remix Album (1990)
- Back and in Attack (1998) unreleased
- Greatest Hits (2006)

### Rob & Fab
- Rob & Fab (1993)